# EC São José
Der Esporte Clube São Jos, auch bekannt unter Zeca, São José de Porto Alegre oder São José-PA, ist ein Fußballverein aus Porto Alegre im brasilianischen Bundesstaat Rio Grande do Sul.

## Geschichte
Der Klub wurde am 24. Mai 1913 gegründet. Zeca war die erste Fußballmannschaft der Welt, die mit dem Flugzeug reiste. Am 5. Juni 1927 bestieg die Delegation das Wasserflugzeug eine Dornier Wal Do J Namens „Atlantico“ von VARIG nach Pelotas zu einem Freundschaftsspiel gegen den EC Pelotas, das 2:2 endete. Da das Flugzeug nur Platz für neun Personen bot, mussten zwei Personen im Gepäckraum reisen. Aufgrund der Kälte während des Fluges trugen die Männer dicke Mäntel, welches zu Übergewicht führte, was dem Kommandanten Sorgen bereitete. Ohne die, vor dem Flug wegen des ohrenbetäubenden Motorenlärms, verteilte Watte in den Ohren, posierten die Spieler auf Wunsch des damaligen Präsidenten Waldemar Zapp für ein Foto. Er wollte ein Andenken für den Fall, dass sich eine Tragödie ereignete.
2024 spielte der Verein in der dritten brasilianischen Liga, der Série C. Hier belegte der Klub den 20. Platz und musste in die Série D absteigen.

## Erfolge
- Staatsmeisterschaft von Rio Grande do Sul – Série A2: 1963, 1981
- Copa Governador do Estado: 1971
- Copa Federação Gaúcha de Futebol: 2017, 2024

## Stadion

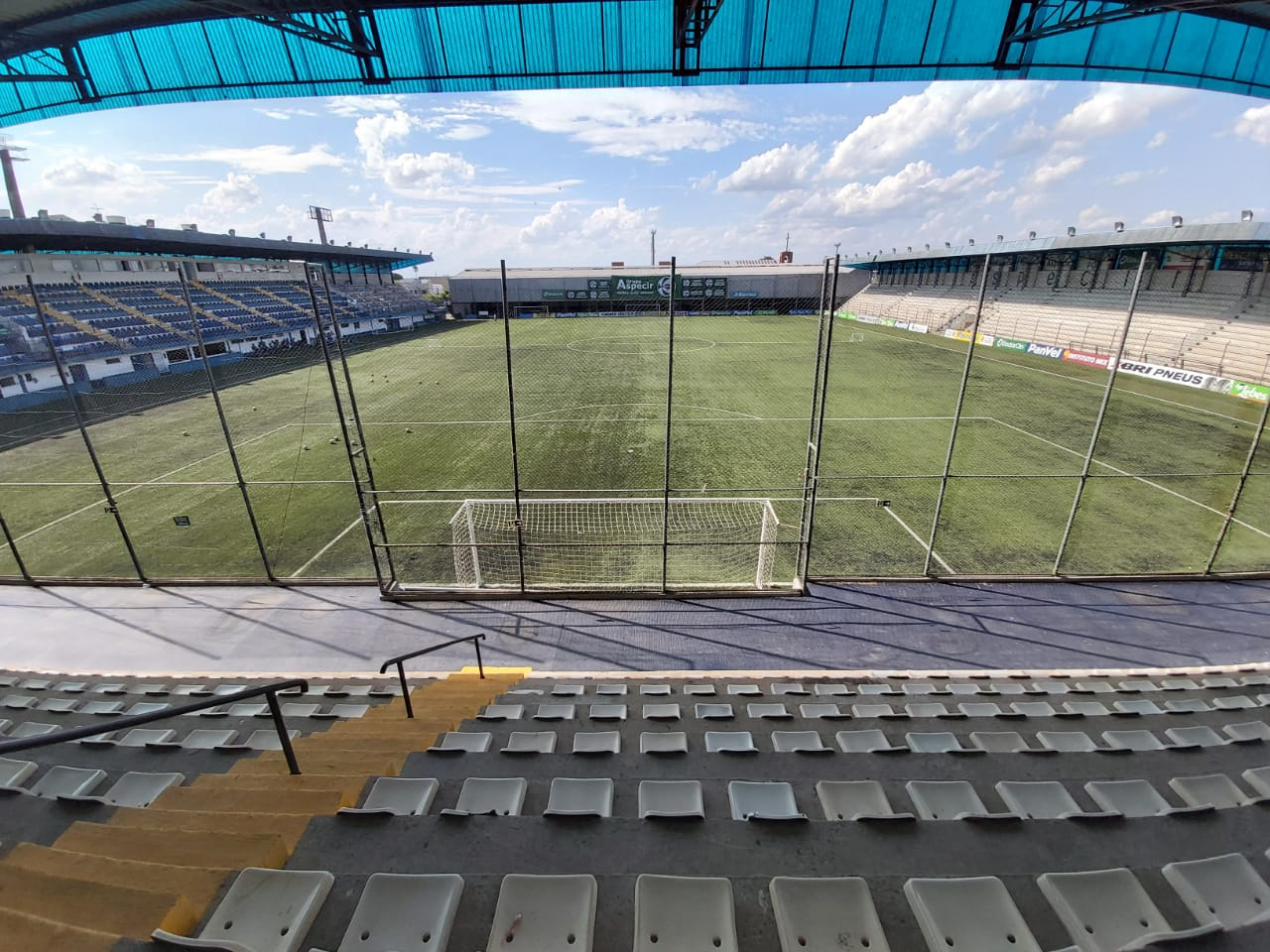
Estádio Francisco Novelletto Neto

Der Verein trägt seine Heimspiele im Estádio Francisco Novelletto Neto, auch bekannt als Estádio Passo D’Areia, in Porto Alegre aus. Das Stadion hat ein Fassungsvermögen von 10.600 Personen.

## Bekannte Spieler
- Careca (Fußballnationalspieler)
- Anderson Lopes (Japanischer Meister)
- Rodrigo Possebon (Copa-Libertadores-Sieger)
- Fábio Rampi (Torhüter / Torschütze)
- Alex Telles (Fußballnationalspieler)
- Tiago Volpi (Mexikanischer Pokalsieger)

## Trainerchronik
Stand: 17. Juni 2021
| Trainer          | Nation            | von              | bis                |
| ---------------- | ----------------- | ---------------- | ------------------ |
| Emerson Leão     | Brasilien         | 1. Juli 1990     | 30. Juni 1991      |
| Valmir Louruz    | Brasilien         | 1. Januar 2003   | 30. Juni 2003      |
| Argel Fuchs      | Brasilien Italien | 8. Dezember 2009 | 9. April 2010      |
| Rafael Jaques    | Brasilien         | 1. Juli 2017     | 3. Dezember 2019   |
| Everton Vanoni   | Brasilien         | 21. Februar 2020 | 27. September 2020 |
| China Balbino    | Brasilien         | 1. Oktober 2020  | 9. Dezember 2020   |
| Carlos Moraes    | Brasilien         | 18. Januar 2021  | 20. März 2021      |
| Gabriel Carvalho | Brasilien         | 21. März 2021    | 29. März 2021      |
| Hélio Vieira     | Brasilien         | 29. März 2021    | heute              |